# Los pobres en la fuente
Los pobres en la fuente es el título de un lienzo de los cartones para tapices, específicamente de la quinta serie diseñada por Francisco de Goya para la Real Fábrica de Tapices de Santa Bárbara. 
Toda esta serie representaba escenas costumbristas, acorde al deseo de los Príncipes de Asturias, Carlos de Borbón y María Luisa de Parma, pues los cartones estaban destinados a su pieza de comer en el Palacio de El Pardo. Ello no es óbice para que Goya pueda desarrollar su genio artístico creando escenas de gran realismo, como La nevada, alusiva al invierno.
Se encuentra actualmente exhibido en el Museo del Prado, entidad pública española que acogió la extensa colección de cartones para tapices desde 1870.

## Análisis del cuadro
Una mujer y dos niños recogen, en sus cántaros, agua de una fuente. El hecho de que se vea en lontananza una pequeña casa indica la proximidad de una zona urbana. 

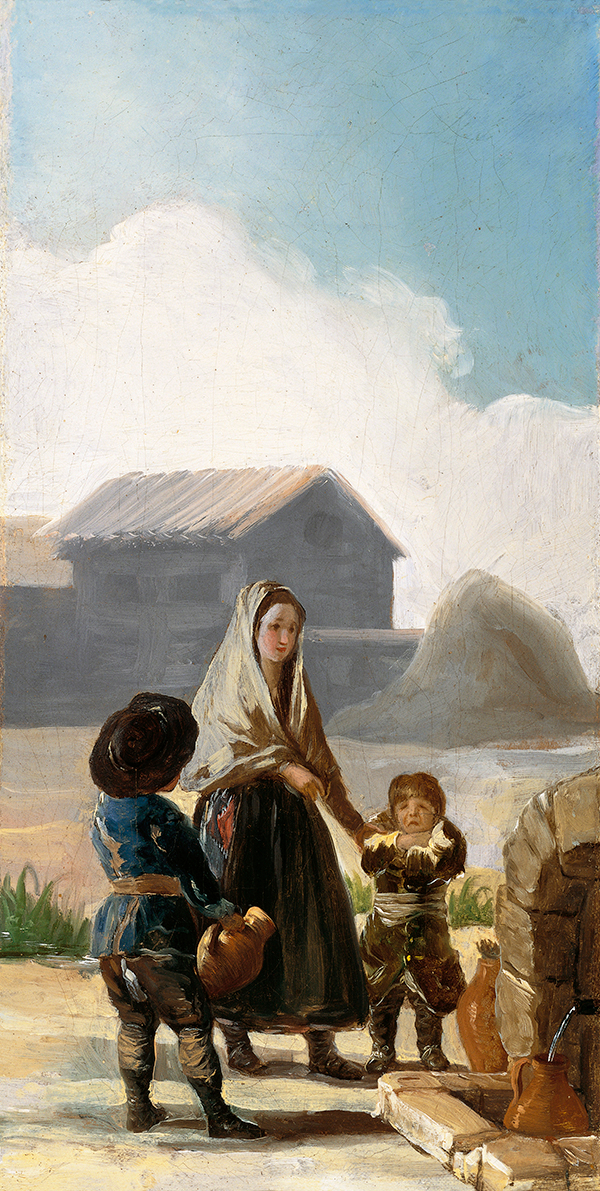
Una mujer y dos niños junto a una fuente, boceto preparatorio de este cartón.

Puede ubicarse en el invierno, por la tonalidad de los árboles y el frío que denota el niño menor. Si fuese concebido así, podría tratarse de un símil con La nevada, cuadro al que estaba próximo en ubicación.
Durante el romanticismo se le asignó dicho nombre, aunque nada indica que se trata de unos pobres. Incluso la mujer viste un mantón y medias junto a hebillas de plata. Y es posible que el niño que llora en realidad esté haciendo una rabieta por no llevar ningún cántaro (los rasgos físicos de este niño han dado lugar a la hipótesis de que padece lo que ahora se conoce como síndrome de Noonan).
La misma sensación de frío en el ambiente se muestra en El albañil herido, cuadro de semejantes dimensiones. El extraordinario parecido de ambas piezas ha llevado a suponer que los pobres que aparecen en este cuadro son la familia del obrero herido. No es una escena campechana y popular como hubiese deseado el príncipe, pero llega a alabar las medidas sociales que aprobó Carlos III protegiendo a los trabajadores de clases bajas. 
Magníficamente ha resuelto Goya el problema que supuso esta composición. El niño que llora es el personaje mejor pergeñado y el árbol sin ramas adivina la sensación invernal. 
La pincelada suelta, las sombras coloreadas que anticipan el impresionismo y la delicadeza de los personajes plasman en lienzo una realidad difícilmente superable